# Флаг Харовского района
Флаг муниципального образования Ха́ровский муниципальный район Вологодской области Российской Федерации — опознавательно-правовой знак, составленный в соответствии с вексиллологическими правилами, служащий символом муниципального образования, единства его территории, населения.
Ныне действующий флаг утверждён 29 июня 2007 года.

## Описание
«Флаг Харовского муниципального района представляет собой полотнище лазурного цвета, нижняя часть — зелёного цвета и несущее изображение фигур герба Харовского муниципального района. Соотношение ширины к длине 2:3».
Допускается воспроизведение флага в виде вымпела.
Описание герба гласит: «В золотом поле малый щит синего цвета с десятью серебряными елями. В нижней части герба — зелёная выгнутая оконечность».

## Символика
Зелёная выгнутая оконечность обозначает особенность местного ландшафта — Харовскую гряду. Синий цвет малого щита символизирует реку Кубену, а также малые реки и озёра с богатым разнообразием животного мира и редких видов растений. Серебряные ели отражают основное промышленное направление района — лесопильно-деревообрабатывающее. Золотой фон герба обозначает развитое сельское хозяйство.
Золото — символ прочности, богатства, справедливости, величия.
Серебро — символ простоты, ясности, совершенства, благородства, мудрости.
Синий цвет — символ честности, верности, красоты и добродетели.

## Первый флаг
Первый флаг Харовского района был утверждён 15 сентября 2003 года решением Харовского комитета районного самоуправления № 31.

### Описание
«Флаг муниципального района представляет собой полотнище: верхняя половина лазурного цвета, нижняя часть зелёного цвета с отношением ширины к длине 2 x 3, несущее изображение фигур герба района в упрощенной версии».
В гербе Харовского муниципального района, утверждённом 15 сентября 2003 года решением Харовского комитета районного самоуправления № 30, изображены: «В лазуревом щите с зелёной оконечностью выходящая золотая ель, обременённая серебряной пилой и золотыми колосьями. В левом верхнем углу находится серебряная снежинка. В вольной части — герб Вологодской области».

### Символика
Золотая ель символизирует богатство района лесами, серебряный диск пилы показывает развитую деревообрабатывающую промышленность. Снежинка на голубом фоне символизирует северное расположение района, занятие кружевоплетением и развитую культуру района.
В нижней части щита на зелёном фоне изображение колосьев отражает сельскохозяйственное направление района.

## Второй флаг
Второй флаг, вместе с новым гербом, Харовского района был утверждён 6 марта 2006 года решением Муниципального Собрания Харовского муниципального района от № 16.
Решением муниципального собрания Харовского муниципального района от 29 июня 2007 года № 40, на основании экспертного заключения Геральдического совета при Президенте Российской Федерации от 8 августа 2006 года № А62-2-320, данное решение было признано утратившим силу и утверждён новый (ныне действующий) флаг Харовского муниципального района.

### Описание
«Флаг Харовского муниципального района представляет собой полотнище золотого цвета и несущее изображение фигур герба Харовского муниципального района. Соотношение ширины к длине — 2:3».
Геральдическое описание герба гласило: «На золотом поле справа — зелёная ель с такими же корнями, слева — выходящая из-за ели серебряная с зелёными рукоятями двуручная пила зубьями вправо».

### Символика
Зелёная растущая ель на золотом поле символизирует богатые лесные ресурсы района и развитое сельское хозяйство. Серебряная лента пилы отражает основу промышленного потенциала района — деревообрабатывающую промышленность.
Верхняя рукоять пилы одновременно является стеклодувной трубкой, так как стекольное производство — одно из старейших промыслов в районе.
Золото — символ прочности, богатства.
Серебро — благородство, мудрость, откровенность.
Зелень — надежда, жизнь, свобода.